# Święcica (Sandomierz)
Pour les articles homonymes, voir Święcica.
Święcica est une localité polonaise de la gmina d'Obrazów, située dans le powiat de Sandomierz en voïvodie de Sainte-Croix.